# Dobritch (oblast)
Pour le chef-lieu, voir Dobritch.
L'oblast de Dobritch (en bulgare : Област Добрич) est l'un des 28 oblasti (« province », « région », « district ») de Bulgarie. Son chef-lieu est la ville de Dobritch.

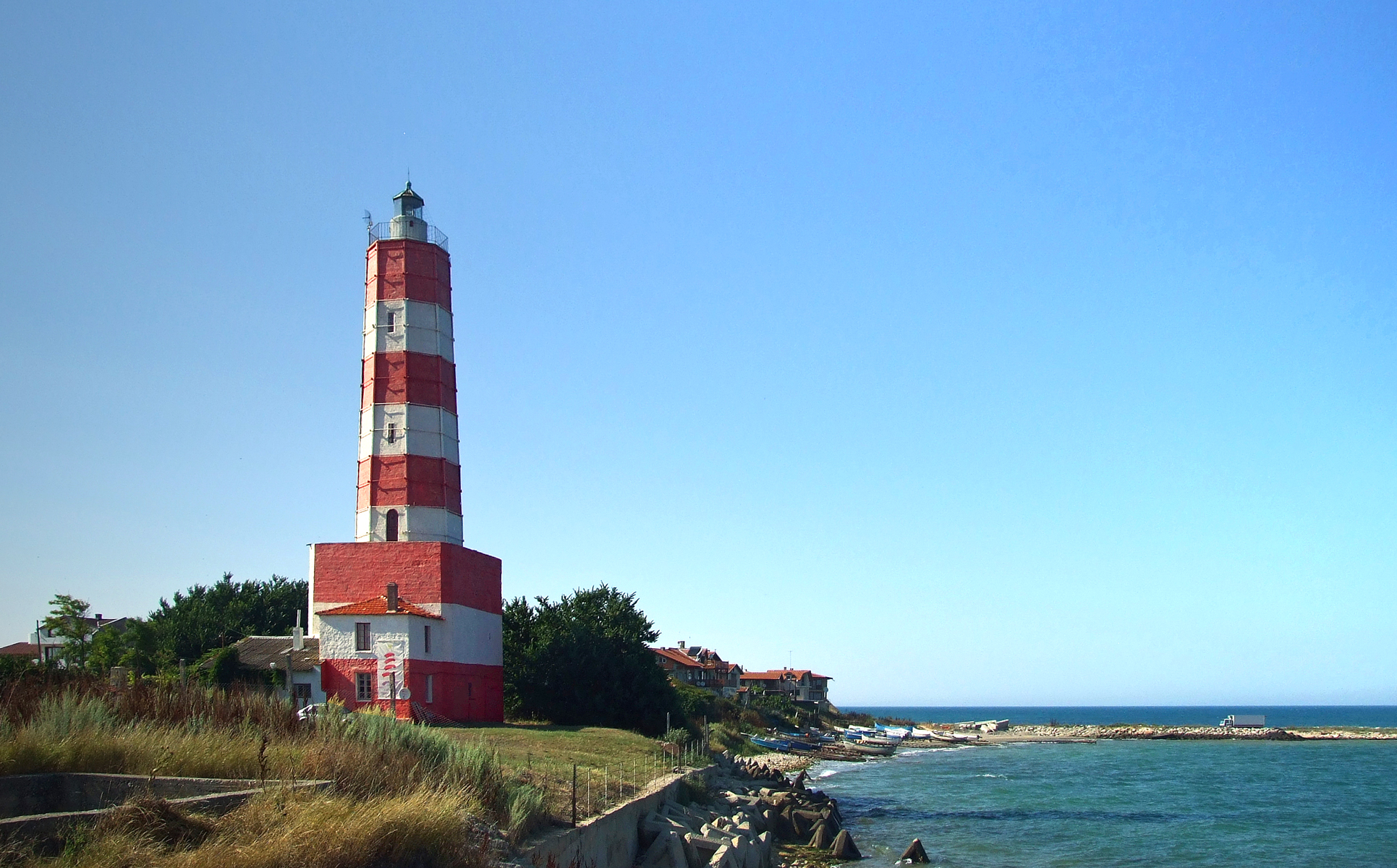
Phare du Cap Shabia

## Géographie
La superficie de l'oblast est de 4 719,7 km².

## Démographie
Lors d'un recensement récent, la population s'élevait à 213 325 hab., soit une densité de population de 45,20 hab./km².

## Subdivisions
L'oblast regroupe 8 municipalités (en bulgare, община – obchtina – au singulier, Общини – obchtini – au pluriel), au sein desquelles chaque ville et village conserve une personnalité propre, même si une intercommunalité semble avoir existé dès le milieu du XIXe siècle :

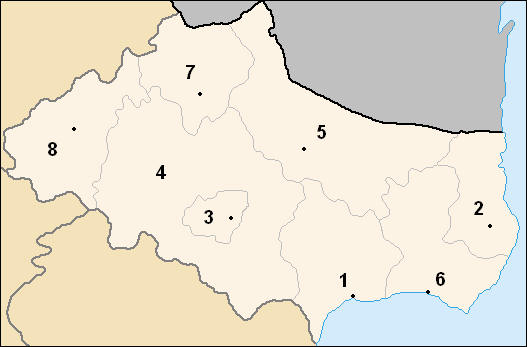
Carte des obchtini de l'oblast de Dobritch

1. : Baltchik (Балчик) ·2. : Chabla (Шабла),
3. : Dobritch-ville (Добрич-град) ·4. : Obchtina Dobritchka (Добричка),
5. : General Tochevo (Генерал-Тошево) ·6. : Kavarna (Каварна),
7. : Krouchari (Крушари) ·8. : Tervel (Тервел).

## Administration
L'oblast est administré par un « gouverneur régional » (en bulgare Областен управител) ·dont le rôle est plus ou moins comparable à celui d'un préfet de département en France. Le gouverneur est actuellement Dintcher Mekhmedov Khadjiev (en bulgare : Динчер Мехмедов Хаджиев).

## Liste détaillée des localités
Les noms de localités en caractères gras ont le statut de ville (en bulgare : град, translittéré en grad). Les autres localités ont le statut de village (en bulgare : село translittéré en selo).
Les noms de localités s'efforcent de suivre, dans la translittération en alphabet latin, la typographie utilisée par la nomenclature bulgare en alphabet cyrillique, notamment en ce qui concerne l'emploi des majuscules (certains noms de localités, visiblement formés à partir d'adjectifs et/ou de noms communs, ne prennent qu'une majuscule) ou encore les espaces et traits d'union (ces derniers étant rares sans être inusités). Chaque nom translittéré est suivi, entre parenthèses, du nom bulgare original en alphabet cyrillique.

### Baltchik (obchtina)
L'obchtina de Baltchik groupe une ville, Baltchik, et 22 villages :
Albena (Албена) ·
Baltchik (Балчик) ·
Bezvoditsa (Безводица) ·
Bobovets (Бобовец) ·
Bryastovo (Брястово) ·
Dabrava (Дъбрава) ·
Dropla (Дропла) ·
Gourkovo (Гурково) ·
Karvouna (Карвуна) ·
Khrabrovo (Храброво) ·
Kranevo (Кранево) ·
Kremena (Кремена) ·
Lyakhovo (Ляхово) ·
Obrotchichte (Оброчище) ·
Prespa (Преспа) ·
Rogatchevo (Рогачево) ·
Senokos (Сенокос) ·
Sokolovo (Соколово) ·
Strajitsa (Стражица) ·
Trigortsi (Тригорци) ·
Tsaritchino (Царичино) ·
Tsarkva (Църква) ·
Zmeevo (Змеево)

### Chabla (obchtina)
L'obchtina de Chabla groupe une ville, Chabla, et 15 villages :
Bojanovo (Божаново) ·
Chabla (Шабла) ·
Durankulak (Дуранкулак) ·
Ezerets (Езерец) ·
Goritchane (Горичане) ·
Goroun (Горун) ·
Granitchar (Граничар) ·
Krapets (Крапец) ·
Prolez (Пролез) ·
Smin (Смин) ·
Staevtsi (Стаевци) ·
Tchernomortsi (Черноморци) ·
Tvarditsa (Твърдица) ·
Tyulenovo (Тюленово) ·
Vaklino (Ваклино) ·
Zakhari Stoyanovo (Захари Стояново)

### Dobritch-Grad (obchtina)
L'obchtina de Dobritch-Grad est composée de la seule ville de Dobritch (Добрич).

### Obchtina Dobritchka
L'obchtina Dobritchka groupe 68 villages :
Altsek (Алцек) ·
Batovo (Батово) ·
Bdintsi (Бдинци) ·
Benkovski (Бенковски) ·
Bogdan (Богдан) ·
Bojourovo (Божурово) ·
Branichte (Бранище) ·
Debrene (Дебрене) ·
Dobrevo (Добрево) ·
Dolina (Долина) ·
Dontchevo (Дончево) ·
Draganovo (Драганово) ·
Dryanovets (Дряновец) ·
Enevo (Енево) ·
Feldfebel Denkovo (Фелтфебел ·Денково) ·
Gechanovo (Гешаново) ·
General Kolevo (Генерал Колево) ·
Jitnitsa (Житница) ·
Kamen (Камен) ·
Karapelit (Карапелит) ·
Khitovo (Хитово) ·
Kotlentsi (Котленци) ·
Kozlodouïtsi (Козлодуйци) ·
Kragoulevo (Крагулево) ·
Lomnitsa (Ломница) ·
Lovtchantsi (Ловчанци) ·
Lyaskovo (Лясково) ·
Malka Smolnitsa (Малка Смолница) ·
Medovo (Медово) ·
Metodievo (Методиево) ·
Miladinovtsi (Миладиновци) ·
Novo Botevo (Ново Ботево) ·
Odartsi (Одърци) ·
Odrintsi (Одринци) ·
Opanets (Опанец) ·
Orlova mogila (Орлова могила) ·
Ovtcharovo (Овчарово) ·
Paskalevo (Паскалево) ·
Platchidol (Плачидол) ·
Pobeda (Победа) ·
Podslon (Подслон) ·
Polkovnik Ivanovo (Полковник Иваново) ·
Polkovnik Minkovo (Полковник Минково) ·
Polkovnik Svechtarovo (Полковник Свещарово) ·
Popgrigorovo (Попгригорово) ·
Prilep (Прилеп) ·
Primortsi (Приморци) ·
Ptchelino (Пчелино) ·
Ptchelnik (Пчелник) ·
Rosenovo (Росеново) ·
Samouilovo (Самуилово) ·
Slaveevo (Славеево) ·
Sliventsi (Сливенци) ·
Smolnitsa (Смолница) ·
Sokolnik (Соколник) ·
Stefan Karadja (Стефан Караджа) ·
Stefanovo (Стефаново) ·
Stojer (Стожер) ·
Svoboda (Свобода) ·
Tcherna (Черна) ·
Tsarevets (Царевец) ·
Tyanevo (Тянево) ·
Vedrina (Ведрина) ·
Vladimirovo (Владимирово) ·
Vodnyantsi (Воднянци) ·
Vratchantsi (Врачанци) ·
Vratarite (Вратарите) ·
Zlatiya (Златия)

### General Tochevo (obchtina)
L'obchtina de General Tochevo groupe une ville, General Tochevo, et 41 villages :
Aleksandar Stamboliyski (Александър Стамболийски) ·
Balkantsi (Балканци) ·
Bejanovo (Бежаново) ·
Dabovik (Дъбовик) ·
General Tochevo (Генерал Тошево) ·
Goritsa (Горица) ·
Gradini (Градини) ·
Ïovkovo (Йовково) ·
Izvorovo (Изворово) ·
Jiten (Житен) ·
Kalina (Калина) ·
Kapinovo (Къпиново) ·
Kardam (Кардам) ·
Konare (Конаре) ·
Kraichte (Краище) ·
Krasen (Красен) ·
Loznitsa (Лозница) ·
Lyoulyakovo (Люляково) ·
Malina (Малина) ·
Ograjden (Огражден) · Ouzovo (Узово) ·
Petlechkovo (Петлешково) ·
Pisarovo (Писарово) ·
Plenimir (Пленимир) ·
Preselentsi (Преселенци) ·
Prisad (Присад) ·
Ptchelarovo (Пчеларово) ·
Ravnets (Равнец) ·
Rogozina (Рогозина) ·
Rosen (Росен) ·
Rositsa (Росица) ·
Sarnino (Сърнино) ·
Sirakovo (Сираково) ·Snop (Сноп) ·
Snyagovo (Снягово) ·
Spasovo (Спасово) ·
Sredina (Средина) ·
Tchernookovo (Чернооково) ·
Vasilevo (Василево) ·Velikovo (Великово) ·
Vitchovo (Вичово) ·
Zograf (Зограф)

### Kavarna (obchtina)
L'obchtina de Kavarna groupe une ville, Kavarna, et 20 villages :
Balgarevo (Българево) ·
Belgoun (Белгун) ·
Bilo (Било) ·
Bojourets (Божурец) ·
Iretchek (Иречек) ·
Kamen bryag (Камен бряг) ·
Kavarna (Каварна) ·
Khadji Dimitar (Хаджи Димитър) ·
Kroupen (Крупен) ·
Mogilichte (Могилище) ·
Neïkovo (Нейково) ·
Poroutchik Tchountchevo (Поручик Чунчево) ·
Rakovski (Раковски) ·
Seltse (Селце) ·
Septemvriïtsi (Септемврийци) ·
Sveti Nikola (Свети Никола) ·
Tchelopetchene (Челопечене) ·
Topola (Топола) ·
Travnik (Травник) ·
Vidno (Видно) ·
Vranino (Вранино)

### Krouchari (obchtina)
L'obchtina de Krouchari groupe 19 villages :
Abrit (Абрит) ·
Aleksandriya (Александрия) ·
Bistrets (Бистрец) ·
Dobrin (Добрин) ·
Efreïtor Bakalovo (Ефрейтор Бакалово) ·
Gaber (Габер) ·
Kapitan Dimitrovo (Капитан Димитрово) ·
Koriten (Коритен) ·
Krouchari (Крушари) ·
Lozenets (Лозенец) ·
Ognyanovo (Огняново) ·
Polkovnik Dyakovo (Полковник Дяково) ·
Porouchik Kardjievo (Поручик Кърджиево) ·
Severnyak (Северняк) ·
Severtsi (Северци) ·
Telerig (Телериг) ·
Zagortsi (Загорци) ·
Zementsi (Земенци) ·
Zimnitsa (Зимница).

### Tervel (obchtina)
L'obchtina de Tervel groupe une ville, Tervel, et 25 villages :
Angelariï (Ангеларий) ·
Balik (Балик) ·
Bezmer (Безмер) ·
Bojan (Божан) ·
Bonevo (Бонево) ·
Brestnitsa (Брестница) ·
Glavantsi (Главанци) ·
Gouslar (Гуслар) ·
Gradnitsa (Градница) ·
Jeglartsi (Жегларци) ·
Kablechkovo (Каблешково) ·
Kladentsi (Кладенци) ·
Kolartsi (Коларци) ·
Kotchmar (Кочмар) ·
Mali izvor (Мали извор) ·
Nova Kamena (Нова Камена) ·
Onogour (Оногур) ·
Orlyak (Орляк) ·
Polkovnik Savovo (Полковник Савово) ·
Popgrouevo (Попгруево) ·
Profesor Zlatarski (Професор Златарски) ·
Sarnets (Сърнец) ·
Tchestimensko (Честименско) ·
Tervel (Тервел) ·
Voïnikovo (Войниково) ·
Zarnevo (Зърнево)